# Addis Abebe
Addis Abebe (Amhaars: አዲስ አበባ) (5 september 1970) is een voormalige Ethiopische langeafstandsloper, die internationale bekendheid kreeg door het winnen van een bronzen medaille op de 10.000 m tijdens de Olympische Spelen van Barcelona in 1992.
Zijn naam lijkt op Addis Abeba, de hoofdstad van Ethiopië. Addis betekent nieuw en zijn familienaam Ababe betekent bloeien, terwijl "Abeba" (of "Ababa") bloem betekent.

## Titels
- Afrikaans kampioen 10.000 m - 1989
- Wereldjeugdkampioen 10.000 m - 1988
- Wereldjeugdkampioen veldlopen - 1989

## Persoonlijke records
| Onderdeel      | Prestatie | Datum             | Plaats   |
| -------------- | --------- | ----------------- | -------- |
| 5000 m         | 13.17,61  | 30 juni 1992      | Helsinki |
| 10.000 m       | 27.17,82  | 29 juni 1989      | Helsinki |
| halve marathon | 1:02.40   | 27 september 1998 | Uster    |

## Prestaties
| Jaar | Wedstrijd               | Plaats        | Resultaat    | Onderdeel                 | Tijd     |
| ---- | ----------------------- | ------------- | ------------ | ------------------------- | -------- |
| 1988 | WK junioren             | Sudbury       | 3e           | 5000 m                    | 13.58,08 |
|      | WK junioren             | Sudbury       | 1e           | 10.000 m                  | 28.42,13 |
| 1989 | Afrikaanse kamp.        | Lagos         | 2e           | 5000 m                    | 13.35,09 |
|      | Afrikaanse kamp.        | Lagos         | 1e           | 10.000 m                  | 27.51,07 |
|      | WK junioren             | Stavanger     | 1e           | veldlopen                 | 25.07    |
|      | Wereldbeker             | Barcelona     | 2e           | 10.000 m                  | 28.06,43 |
| 1990 | Afrikaanse kamp.        | Caïro         | 3e           | 10.000 m                  | 28.34,4  |
|      | Goodwill Games          | Seattle       | 2e           | 5000 m                    | 13.35,67 |
|      | Goodwill Games          | Seattle       | 2e           | 10.000 m                  | 27.42,65 |
|      | WK                      | Aix-les-Bains | 19e          | veldlopen (lange afstand) | 35.13    |
| 1991 | WK                      | Tokio         | 13e          | 10.000 m                  | 28.33,44 |
|      | WK                      | Antwerpen     | 9e           | veldlopen (lange afstand) | 34.24    |
| 1992 | OS                      | Barcelona     | 3e           | 10.000 m                  | 28.00,07 |
|      | OS                      | Barcelona     | 6e in series | 5000 m                    | 13.40,76 |
|      | Wereldbeker             | Havana        | 1e           | 10.000 m                  | 28.44,38 |
|      | WK                      | Boston        | 87e          | veldlopen (lange afstand) | 38.52    |
| 1994 | WK                      | Oslo          | 17e          | halve marathon            | 1:02.14  |
| 1995 | Marathon Rotterdam 1995 | Rotterdam     | 15e          | marathon                  | 2:18.38  |
| 1998 | WK                      | Uster         | 29e          | halve marathon            | 1:02.40  |